# Autoput A3
Der Autoput A3 ist eine Autobahn in Serbien. Er führt von der kroatischen Grenze bei Batrovci über Šid, Sremska Mitrovica, Ruma und Pećinci bis zur Hauptstadt Belgrad. Bezugnehmend auf die Europastraßennummer wird die Strecke von serbischen Behörden auch als E 70 bezeichnet. Die Autobahn ist ein Teilstück des ehemaligen jugoslawischen Autoput Bratstvo i jedinstvo, Bestandteil des Paneuropäischen Verkehrskorridors X und mautpflichtig.
Bis zur Neunummerierung des serbischen Straßennetzes im Jahr 2013 war der A3 ein Teil des Autoput M1.
Nach der Eröffnung des südlichen Teils des Belgrader Autobahnrings im Jahr 2023 wurde die Autobahn im Zentrum Belgrads zur Schnellstraße M11 (Motoput M11) herabgestuft.

## Bedeutung
Die Autobahn spielt als Teil der Verbindung Serbiens mit seinen Nachbarstaaten Kroatien und Mazedonien eine wichtige Rolle und ist darüber hinaus ein wichtiger Teil des europäischen Reise- und Transitverkehr. Die Strecke wird z. B. von vielen Griechenland-Urlaubern und Diaspora-Mazedoniern genutzt.